# 加藤明治 (作家)
加藤 明治（かとう めいじ、1911年5月23日 - 1970年12月30日）は、日本の教育者、児童文学作家。

## 来歴
長野県上伊那郡南箕輪村出身。1929年に長野師範学校に入学する。1930年から、小・中学校の教員を務める。教員生活は40年続け、1970年に箕輪町立箕輪中学校校長を最後に退任した。勤務先は南信地方だった。
その傍ら、児童文学の創作を行い、1956年に同人誌『とうげの旗』に参加する。信州児童文学会が結成されると、その会長を務めた。
1960年、『つるの声』、で第9回児童文学者協会新人賞を受賞する。1966年には『水つき学校』で児童福祉文化賞および日本児童文学特別賞をそれぞれ受賞した。
その他、伊那市立伊那中学校校歌（1947年制定）、「南箕輪村民の歌」（1961年制定）の作詞を手がけている。